# NGC 1301
NGC 1301 (również PGC 12521) – galaktyka spiralna z poprzeczką (SBbc), znajdująca się w gwiazdozbiorze Erydanu. Odkrył ją Ormond Stone w 1886 roku.
W galaktyce tej zaobserwowano supernową SN 2009hh.